# Website Baker
Website Baker è un content management system sviluppato in PHP con database MySQL.

## Caratteristiche
Il prodotto software viene distribuito in formato compresso: decomprimendo il contenuto dell'archivio in una directory del proprio Server Web in grado di interpretare codice scritto in linguaggio PHP, il software diviene operativo.
Tra le caratteristiche principali proposte ci sono:
- interfaccia di amministrazione semplice da usare
- editor per le pagine WYSIWYG
- le pagine possono avere più "sezioni" con funzionalità diverse
- menu multi livello
- menu multipli
- semplice gestione dei documenti
- front end basato su layout, che possono essere personalizzati pagina per pagina
- multiutenza
- raggruppamento di utenti
- login, recupero password, iscrizione
- personalizzazione di fuso orario, lingua, formato della data e dell'ora e utente
- snippet di codice da utilizzare (droplet)
- moduli aggiuntivi
- integrazione con cms per forum (guide)

## WebSite Baker Portable
Gli sviluppatori del progetto hanno creato poi una versione "portable" del cms. Scaricabile sul sito , sviluppata per girare su un sistema Windows.